# Sietas Typ HG
Der Typ HG ist ein Küstenmotorschiffstyp der Sietas-Werft in Hamburg-Neuenfelde, von dem im Jahr 1955 sechs Einheiten gebaut wurden. Es waren die ersten Sietas-Schiffe, die eine Typenbezeichnung erhielten.

## Geschichte

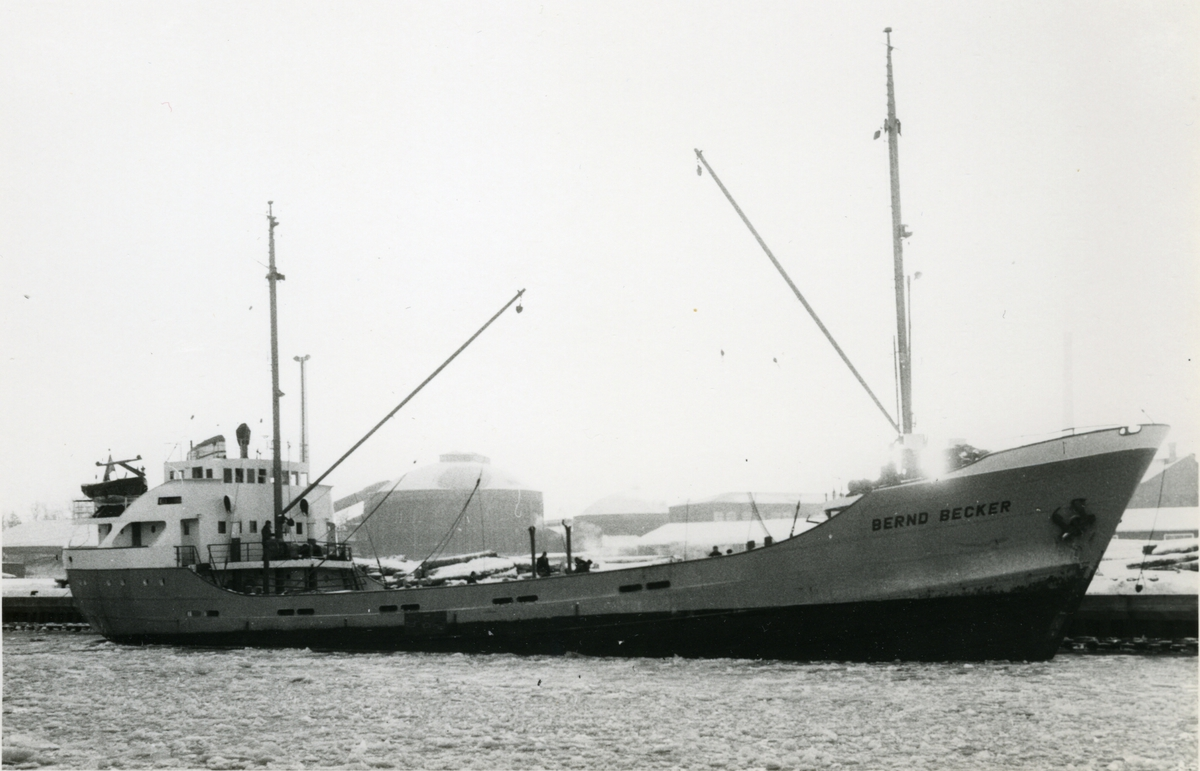
Die Bernd Becker im Jahr 1962

Der Küstenmotorschiffstyp wurde Mitte der 1950er Jahre von verschiedenen Reedereien geordert. Das erste bestellte Schiff dieser Baureihe war die Hertha Gerdau, deren Anfangsbuchstaben als Typenbezeichnung dienten. Die sechs Schiffe des Typs HG lieferte Sietas von September bis Ende Dezember 1955 ab. Eingesetzt wurden sie anfangs vorwiegend in der kleinen und mittleren Fahrt. Man fand sie später, teilweise im umgebauten Zustand und meist ohne Ladegeschirr, weltweit in der Küstenfahrt.
Die Martin Lütje kenterte am 15. März 1961 nach einer Kollision mit der Schelde Lloyd und strandete einen Tag später kieloben treibend vor Vlissingen. Das schwer beschädigte Schiff wurde am 28. Juli 1961 aufgerichtet und nach einer umfangreichen Reparatur wieder in Fahrt gesetzt.

## Technik
Der Typ HG war ein Singledecker mit einer Länge von 51,06 m (45,00 m Lpp, 47,62 m Freibordlänge) und eine Breite von 8,94 m. Er verfügte über zwei Laderäume. Durch die weitestgehend unverbaute Form der Laderäume mit geringem Unterstau wurde der Schiffstyp auch in der Zellulose- oder Paketholzfahrt eingesetzt. Die Schiffe hatten einen durchgehenden Doppelboden mit ebener Tankdecke. Es wurden einfache Lukendeckel aus Holz mit seefester Abdeckung aus Persenning verwendet. Serienmäßig besaßen die Schiffe zwei Ladebäume mit einer Tragkraft von zwei Tonnen. Sie wurden von einem Viertakt-Dieselmotor des Herstellers Klöckner-Humboldt-Deutz (KHD) angetrieben, der auf einen Festpropeller wirkte. Die Motoren waren auf 300 PS gedrosselt.
Die Martin Lütje wurde im März 1958 auf der Sietas-Werft um 7,70 m auf insgesamt 58,76 m (52,70 m Lpp, 55,35 m Freibordlänge) verlängert und zum Zwischendecker umgebaut. Hierbei erhielt das Schiff mittschiffs einen zusätzlichen Mast, an dem zwei weitere Ladebäume montiert waren. Die Frieda Wilckens verlängerte man im Februar 1964 auf der Schlichting-Werft in gleicher Weise, allerdings ohne dass eine Erweiterung des Ladegeschirrs erfolgte.

## Die Schiffe
| Sietas Typ HG    | Sietas Typ HG | Sietas Typ HG | Sietas Typ HG          | Sietas Typ HG                | Sietas Typ HG |
| Bauname          | Baunummer     | IMO-Nummer    | Stapellauf Ablieferung | Auftraggeber                 | Umbenennungen und Verbleib |
| ---------------- | ------------- | ------------- | ---------------------- | ---------------------------- | --- |
| Frieda Wilckens  | 391           | 5121366       | 28.08.1955 20.09.1955  | Wilh. Wilckens, Schulau      | 1971 Soula G., am 25. Dezember 1979 nördlich von Euböa gesunken, wobei sechs Besatzungsmitglieder starben                                                                                                |
| Grete Hauschildt | 390           | 5340259       | 20.09.1955 11.10.1955  | H. Hauschildt & Söhne, Wedel | 1962 Stella H. → 1968 Lady Aenn → 1974 Bou Ismail IV → 1975 Gemini, am 22. Februar 1979 nördlich von Nouadhibou auf Position 21.46N,17.00W gesunken                                                      |
| Hertha Gerdau    | 395           | 5149746       | 09.10.1955 01.11.1955  | Henry Gerdau, Hamburg        | 1963 Alma II, am 27. November 1971 südlich von Skellefteå auf Position 64.33N,21.40E gesunken |
| Martin Lütje     | 389           | 5227043       | 30.10.1955 22.11.1955  | Hans Lütje, Hamburg          | 1971 Freiherr von Stein → 1975 Esteburg → 1981 Sonny K. → 1985 Lihir, nach Maschinenschaden durch Eisgang im April 1986 zum Abbruch in Lübeck eingetroffen, wo die Verschrottung am 14. Juli 1986 begann |
| Marie Rüsch      | 396           | 5224170       | 23.11.1955 14.12.1955  | P. & E. Rüsch, Königreich    | 1965 Marschenland → 1975 Michael, am 14. Januar 1975 vor Irland auf Position 52.08N,07.08W gestrandet und dort im März 1975 gesunken                                                                     |
| Bernd Becker     | 392           | 5042613       | 14.12.1955 31.12.1955  | Arnold Becker, Königreich    | 1967 John → 1985 Brummi → 1998 Nacer, nach Maschinenschaden ab dem 27. November 1993 Auflieger in Bizerte, im März 2002 aus dem Lloyd’s Register gelöscht                                                |